# 史密斯威森M329PD左輪手槍
史密斯威森M329PD（英語：Smith & Wesson Model 329PD）是一款由美国槍械公司史密斯威森旗下的性能中心以史密斯威森M329（史密斯威森M29的钪合金底把版本）為藍本研製及生產的6發式“N型底把”雙動操作式狩獵用途左輪手槍，發射火力強大的.44 Remington Magnum雷明登馬格南或火力相對較弱的.44 S&W特種彈這二種.44口徑的手枪子彈。

## 概述
史密斯威森M329PD具有一根101.6毫米（4英吋）無槍口制退器或馬格那孔的不鏽鋼製槍管。它使用了钪合金底把和钛合金弹巢，裝上了一個霍格（英語：Hogue）公司生產的薔薇木握把（亦可改用黑色橡膠握把）。它亦採用了集光HI-VIZ红色光纖準星和可調節的V型缺口式照門。整把左輪手槍表面具有消減防眩眩光的啞光黑色外觀，以及啞光灰色的彈巢。

## 衍生型

### 阿拉斯加背包族型
史密斯威森M329PD阿拉斯加背包族型（英語：Smith & Wesson Model 329PD Alaska Backpacker）為史密斯威森M329PD的Talo獨家型。具有63.5毫米（2.5英吋）不連槍口制退器或馬格那孔的不鏽鋼製槍管、不鏽鋼彈巢、黃金珠狀帕特里奇準星和黑色橡膠握把。底把側面表面上具有激光雕刻的灰熊標誌。

## 流行文化

### 電子遊戲
- 2019年—：由布萊恩·艾恩斯局長（Chief Brian Irons）用以威脅克蕾兒，奇怪地該槍會在1998年出現。

## 資料來源
- （英文）—Manfacturer: Smith & Wesson （页面存档备份，存于）—
  - Model 329PD （页面存档备份，存于）
  - Model 329PD Alaska Backpacker

## 外部連結
- （英文）—SurvivalBlog.com－Smith & Wesson Model 329PD
- （英文）—The Firearm Blog.com—S&W 329PD Lightweight .44 Long-Term Review （页面存档备份，存于）
- （英文）—The Truth About Guns.com－Scandium Smith & Wesson Model 329 PD .44 Magnum Revolver Shears in Half （页面存档备份，存于）
- （英文）—Gunblast.com—Smith & Wesson’s 329PD .44 Magnum Lightweight Revolver （页面存档备份，存于）
- （英文）—Big Game Hunt－Smith & Wesson 329PD 44 Magnum Airlight PD Revolver Review （页面存档备份，存于）
- （英文）—Scopedin.com—
  - Smith & Wesson 329PD （页面存档备份，存于）
  - Smith & Wesson 329PD .44 Magnum (Crimp Creep Test) （页面存档备份，存于）
- （英文）—23. BIG BORE POWER LIGHTWEIGHT PACKAGE THE 329PD （页面存档备份，存于）
- （英文）—Genitron－Smith & Wesson 329PD （页面存档备份，存于）
- （英文）—Handguns - Smith & Wesson - 329PD - S&W 329PD 4inch 44MAG SCANDIUM AIRLITE - co
- （英文）—GunGunsGuns.net—Smith & Wesson Model 329PD （页面存档备份，存于）